# Szent István ünnepe
 (mars 2023).
Si vous disposez d'ouvrages ou d'articles de référence ou si vous connaissez des sites web de qualité traitant du thème abordé ici, merci de compléter l'article en donnant les références utiles à sa vérifiabilité et en les liant à la section « Notes et références ».
Szent István ünnepe (en français : « Fête de saint Étienne ») ou Államalapítás ünnepe (« Fête de la fondation de l'État ») est l’une des trois fêtes nationales de Hongrie. Elle a lieu le 20 août et célèbre, selon l'article J de la loi fondamentale de 2011, « la mémoire de la fondation de l'État et du roi saint Étienne, en 1000 ». Elle en occupe désormais le premier rang puisque c'est la seule « fête d'État officielle » (hivatalos állami ünnep).